# Eleutherodactylus grabhami
Espèce
Statut de conservation UICN

 EN B1ab(iii) : En danger
Eleutherodactylus grabhami est une espèce d'amphibiens de la famille des Eleutherodactylidae.

## Répartition
Cette espèce est endémique de la Jamaïque. Elle se rencontre dans l'Ouest et le centre de l'île de 150 à 670 m d'altitude.

## Description
Les femelles mesurent jusqu'à 29 mm.

## Étymologie
Cette espèce est nommée en l'honneur de Michael Grabham (1866-1938).

## Publication originale
- Dunn, 1926 : The frogs of Jamaica. Proceedings of the Boston Society of Natural History, vol. 38, p. 111-130.